# Meineweh
Meineweh település Németországban, azon belül Szász-Anhalt tartományban. Lakosainak száma 992 fő (2023. december 31.). Meineweh Stößen, Teuchern, Kretzschau, Droyßig és Osterfeld községekkel határos.

## Népesség
A település népességének változása:
| Lakosok száma | 1069 | 1038 | 1032 | 1001 | 992  |
|               | 2017 | 2019 | 2021 | 2022 | 2023 |